# Julius von Michel
Julius von Michel, född 5 juli 1843 i Frankenthal (Pfalz), död 29 september 1911 i Berlin, var en tysk oftalmolog.
Michel blev professor i oftalmiatrik 1872 i Erlangen, 1879 i Würzburg och 1899 i Berlin. Hans största förtjänst ligger i att ha redigerat den betydelsefulla "Jahresbericht über die Leistungen und Fortschritte im Gebiete der Ophthalmologie" från dem åttonde årgången (1877) till den 40:e (1909), vilken utkom 1910.